# إحصائيات كأس العالم 2022
كأس العالم 2022 هي بطولة دولية لكرة القدم للرجال تقام بين 20 نوفمبر و18 ديسمبر 2022 في قطر. يجري تنظيم المسابقة على نمط دورة روبن خلال مرحلة المجموعات، حيث يتأهل أفضل فريقين من كل مجموعة إلى مرحلة خروج المغلوب.
تشمل الإحصائيات داخل البطولة: الأهداف، التمريرات الحاسمة، النتائج، سجل الانتصارات والخسائر، جوائز المباراة، سجلات الفريق، القضايا التأديبية، الإحصائيات المتراكمة على عدة كؤوس عالمية، النتائج الإجمالية وإحصائيات الملعب. المباريات التي حُسمت بركلات الترجيح تُحتسب على أنها تعادلات. أي سجلات جرى تعيينها خلال كأس العالم 2022 مغطاة تحت العناوين المناسبة للسجل المحدد.

## الهدافون
عدد الأهداف المُسجلة  172 هدفًا  في 64 مباراة، بمتوسط 2.69 هدفًا في المباراة الواحدة.
8 أهداف
- كيليان مبابي

7 أهداف
- ليونيل ميسي

4 أهداف
- أوليفييه جيرو
- جوليان ألفاريز

3 أهداف
- ريتشارليسون
- إينر فالنسيا
- ماركوس راشفورد
- بوكايو ساكا
- كودي خاكبو
- غونسالو راموس
- ألفارو موراتا

هدفان
- فينسنت أبو بكر
- أندري كراماريتش
- هاري كين
- نيكلاس فولكروغ
- كاي هافيرتس
- محمد قدوس
- مهدي طارمي
- ريتسو دوان
- يوسف النصيري
- روبرت ليفاندوفسكي
- برونو فيرنانديز
- رفائيل لياو
- سالم الدوسري
- ألكساندر ميتروفيتش
- تشو غو سونغ
- فيران توريس
- بريل إمبولو
- جيورجيان دي أراسكايتا
- نيمار
- فوتر فيغورست

هدف
- أنخيل دي ماريا
- اينزو فرنانديز
- أليكسيس ماك
- ناهويل مولينا
- ميتشيل ديوك
- ماثيو لكي
- كريغ غودوين
- ميتشي باتشوايي
- كاسيميرو
- لوكاس باكيتا
- فينيسيوس جونيور
- جان شارل كاستيليتو
- إريك ماكسيم تشوبو-موتينغ
- ألفونسو ديفيز
- كيشير فولر
- يلتسين تيخيدا
- خوان بابلو فارغاس
- ماركو ليفايا
- لوفرو ماجر
- إيفان بيريشيتش
- جوسكو جفارديول
- ميسلاف أورسيتش
- أندرياس كريستنسن
- مويسيس كايسيدو
- جود بيلينغهام
- فيل فودين
- جاك غريليش
- جوردان هندرسون
- رحيم ستيرلينغ
- أدريان رابيو
- أوريلين تشواميني
- تيو هرنانديز
- راندال كولو مواني
- سيرج غنابري
- إيلكاي غوندوغان
- أندريه آيو
- عثمان بوكاري
- محمد ساليسو
- روزبه جشمي
- رامين رضائيان
- تاكوما أسانو
- أو تاناكا
- لويس تشافيز
- هنري مارتين
- زكرياء أبوخلال
- رومان سايس
- حكيم زياش
- أشرف داري
- دالي بليند
- ممفيس ديباي
- دينزل دومفريس
- فرينكي دي يونغ
- دافي كلاسن
- بيوتر زيلينسكي
- جواو فيليكس
- كريستيانو رونالدو
- بيبي
- رافاييل غيريرو
- ريكاردو هورتا
- محمد مونتاري
- صالح الشهري
- بولايي ديا
- فامارا ديدهيو
- بامبا ديانغ
- خاليدو كوليبالي
- إسماعيلا سار
- سيرغي ميلينكوفيتش-سافيتش
- دوشان فلاهوفيتش
- ستراهينيا بافلوفيتش
- هوانغ هي-تشان
- كم يونغ غوون
- بايك سيونغ هو
- ماركو أسينسيو
- غافي
- داني أولمو
- كارلوس سولير
- ريمو فرويلر
- شيردان شاكيري
- وهبي خزري
- كريستيان بوليسيتش
- تيموثي ويا
- حاجي رايت
- غاريث بيل

هدف ذاتي
- إينزو فرنانديز (ضد أستراليا)
- نايف أكرد (ضد كندا)

مصدر: الاتحاد الدولي لكرة القدم 

## صناعة الأهداف
تمريرة حاسمة هي تمريرة تؤدي مباشرة إلى الهدف.
3 تمريرات حاسمة
- ليونيل ميسي
- هاري كين
- برونو فيرنانديز
- أنطوان غريزمان

تمريرتان حاسمتان
- فينيسيوس جونيور
- إيفان بيريشيتش
- ميسلاف أورسيتش
- فيل فودين
- عثمان ديمبيلي
- تيو هرنانديز
- كيليان مبابي
- دينزل دومفريس
- دافي كلاسن
- رافاييل غيريرو
- جواو فيليكس
- أندريا جيفكوفيتش
- دوشان فلاهوفيتش
- جوردي ألبا
- كريستيان بوليسيتش

تمريرة واحدة حاسمة
- أنخيل دي ماريا
- اينزو فرنانديز
- ناهويل مولينا
- نيكولاس أوتامندي
- ماثيو لكي
- كريغ غودوين
- توبي ألدرفيريلد
- نيمار
- رودريغو غوس
- تياغو سيلفا
- فينسنت أبو بكر
- جان شارل كاستيليتو
- نيكولاس نكولو
- جيروم مبيكيلي
- تاجون بوكانان
- يلتسين تيخيدا
- جوزيب يورانوفيتش
- ديان لوفرين
- يواكيم أندرسن
- أنجيلو بريسيادو
- فيليكس توريس
- جود بيلينغهام
- هاري ماغواير
- كالفين فيليبس
- لوك شاو
- رحيم ستيرلينغ
- كالوم ويلسون
- أدريان رابيو
- ماركوس تورام
- نيكلاس فولكروغ
- سيرج غنابري
- جمال موسيالا
- ديفيد راوم
- ليروي ساني
- جوردان آيو
- إينياكي ويليامز
- علي جولزاده
- مهدي طارمي
- كو إيتاكورا
- جونيا إيتو
- كاورو ميتوما
- مايا يوشيدا
- سيزار مونتيس
- أشرف حكيمي
- عبد الحميد صابيري
- حكيم زياش
- يحيى عطية الله
- دالي بليند
- فرينكي دي يونغ
- ستيفن بيرغويس
- تيون كووبميينيرز
- روبرت ليفاندوفسكي
- ديوغو دالوت
- غونسالو راموس
- إسماعيل محمد
- فراس البريكان
- هتان باهبري
- إسماعيل جاكوبس
- إليمان نداي
- كيم جين سو
- لي كانغ إن
- سون هيونغ مين
- سيزار أزبيليكويتا
- غافي
- ألفارو موراتا
- داني أولمو
- شيردان شاكيري
- روبن فارغاس
- جبريل سوو
- سيلفان فيدمر
- عيسى العيدوني
- سيرجينو ديست
- لويس سواريز

## التهديف

### إجمالي الأهداف
- إجمالي عدد الأهداف المسجلة: 172[4]
- متوسط الأهداف لكل مباراة: 2.9
- العدد الإجمالي لثنائيات: 20

جيورجيان دي أراسكايتا، برونو فيرنانديز، أوليفييه جيرو، كاي هافيرتس، تشو غو سونغ، أندري كراماريتش، محمد قدوس، كيليان مبابي (2)، ماركوس راشفورد، ريتشارليسون، بوكايو ساكا، مهدي طارمي، فيران توريس، إينر فالنسيا، فوتر فيغورست، جوليان ألفاريز
- العدد الإجمالي لهاتريك: 2

غونسالو راموس
- إجمالي عدد ضربات الجزاء الممنوحة: 23
- إجمالي عدد ضربات الجزاء المسجلة: 17

غاريث بيل، برونو فيرنانديز، إيلكاي غوندوغان، روبرت ليفاندوفسكي، هاري كين، ليونيل ميسي(3)، نيمار، كريستيانو رونالدو، إسماعيلا سار، مهدي طارمي، فيران توريس، إينر فالنسيا
- إجمالي عدد ضربات الجزاء الضائعة أو التي جرى صدها: 6

سالم الدوسري، أندريه آيو، ألفونسو ديفيس، هاري كين، روبرت ليفاندوفسكي، ليونيل ميسي
- معدل نجاح الركلة: 70٪
- الأهداف الذاتية المسجلة: 2

نايف أكرد، اينزو فرنانديز

### التوقيت
- الهدف الأول في البطولة: إينر فالنسيا للإكوادور ضد قطر
- ثنائية البطولة الأولى: إينر فالنسيا للإكوادور ضد قطر
- أسرع هدف في مباراة منذ انطلاقها: الدقيقة الثانية ألفونسو ديفيز لكندا ضد كرواتيا
- أسرع هدف في المباراة بعد دخول اللاعب كبديل: الدقيقة الأولى

ماركوس راشفورد لإنجلترا ضد إيران (دخل في الدقيقة 70)
- آخر هدف في مباراة بدون وقت إضافي: 90 + 13 دقيقة

مهدي طارمي لإيران ضد إنجلترا
- آخر هدف فوز في مباراة بدون وقت إضافي: الدقيقة 84

كودي جاكبو لهولندا ضد السنغال
- أقصر فارق زمني بين هدفين سجلهما نفس الفريق في مباراة: دقيقة و36 ثانية

ماركوس راشفورد وفيل فودين لإنجلترا ضد ويلز

### الفرق
- أكثر عدد من الأهداف التي سجلها فريق: 13

إنجلترا، فرنسا
- أقل عدد من الأهداف التي سجلها فريق: 1

بلجيكا، الدنمارك، قطر، تونس، ويلز
- أكثر عدد من الأهداف التي استقبلها فريق: 11

كوستاريكا
- أقل عدد من الأهداف التي استقبلها فريق: 1

المغرب، تونس
- أفضل فارق أهداف: +9

إنجلترا
- أسوء فارق أهداف: −8

كوستاريكا
- أكبر عدد من الأهداف التي سجلها كلا الفريقين في المباراة: 8

إنجلترا 6–2 إيران
- أكثر عدد من الأهداف التي سجلها فريق واحد في المباراة: 7

إسبانيا ضد كوستاريكا
- أكبر عدد من الأهداف التي سجلها الفريق الخاسر في المباراة: 2

إيران ضد إنجلترا، غانا ضد البرتغال، كوريا الجنوبية ضد غانا، كوستاريكا ضد ألمانيا، صربيا ضد سويسرا
- أكبر هامش انتصار: 7 أهداف

إسبانيا 7–0 كوستاريكا
- أكبر عدد من الشباك النظيفة التي حققها فريق: 4

المغرب
- أقل عدد من الشباك النظيفة التي حققها فريق: 0

كندا، فرنسا، ألمانيا، غانا، اليابان، قطر، السعودية، السنغال، صربيا، ويلز
- أقل عدد من الشباك نظيفة قدمها الفريق المنافس: 0

الأرجنتين، إسبانيا، الإكوادور، ألمانيا، هولندا
- معظم الشباك النظيفة المتتالية التي حققها الفريق: 3

إنجلترا
- معظم الشباك النظيفة المتتالية التي قدمها الفريق المنافس: 2

بلجيكا، المكسيك، تونس، الأورغواي، ويلز

### اللاعبين
- أكثر عدد من الأهداف التي سجلها لاعب:[2] 7

كيليان مبابي
- أكثر عدد من التمريرات الحاسمة التي قام بها لاعب: 3

هاري كين، برونو فيرنانديز، أنطوان غريزمان
- أكبر مجموع من المساهمات التي قدمها لاعب: 8

ليونيل ميسي (5 أهداف، 3 تمريرات حاسمة)
- أكبر عدد من الشباك النظيفة التي حققها حارس مرمى: 3

ياسين بونو، جوردان بيكفورد، إيميليانو مارتينيز
- أكبر عدد من الشباك النظيفة المتتالية التي حققها حارس مرمى: 3

جوردان بيكفورد
- أكبر عدد من الأهداف التي سجلها لاعب في مباراة: 3

كيليان مبابي، غونسالو راموس للبرتغال ضد سويسرا
- أكبر لاعب في السن سجل هدف: 39 سنة و283 يوم

بيبي للبرتغال ضد سويسرا
- أصغر لاعب في السن سجل هدف: 18 سنة و109 أيام

غافي لإسبانيا ضد كوستاريكا

## انتصارات وخسائر
- أكثر عدد من الانتصارات: 5– فرنسا
- أقل عدد من الانتصارات: 0– كندا، الدنمارك، قطر، صربيا، ويلز
- أكثر عدد من الخسائر: 3– كندا، قطر
- أقل عدد من الخسائر: 0– هولندا
- أكثر عدد من التعادلات: 4– كرواتيا
- أقل عدد من التعادلات: 0– أستراليا، كندا، كوستاريكا، فرنسا، غانا، إيران، اليابان، البرتغال، قطر، السعودية، السنغال، سويسرا
- أكثر عدد من النقاط في دور المجموعات: 7– إنجلترا، المغرب، هولندا
- أقل عدد من النقاط في دور المجموعات: 0– كندا، قطر

## جوائز المباريات

### رجل المباراة
| مرتبة | لاعب                | منتخب            | منافس                                                                 | عدد المرات |
| ----- | ------------------- | ---------------- | --------------------------------------------------------------------- | ---------- |
| 1     | ليونيل ميسي         | الأرجنتين        | المكسيك (خ ع)، أستراليا (دور 16) هولندا (دور 8) كرواتيا (نصف النهائي) | 5'         |
| 2     | كيليان مبابي        | فرنسا            | أستراليا (خ ع)، الدنمارك (خ ع)، بولندا (دور 16)                       | 3          |
| 3     | ياسين بونو          | المغرب           | إسبانيا (دور 16) البرتغال (دور 8)                                     | 2          |
| 3     | لوكا مودريتش        | كرواتيا          | المغرب (خ ع)، بلجيكا (خ ع)                                            | 2          |
| 3     | دومينيك ليفاكوفيتش  | كرواتيا          | اليابان (دور 16)، البرازيل (دور 8)                                    | 2          |
| 3     | كريستيان بوليسيتش   | الولايات المتحدة | إنجلترا (خ ع)، إيران (خ ع)                                            | 2          |
| 5     | أبو بكر فوفانا      | الكاميرون        | صربيا (خ ع)                                                           | 1          |
| 5     | محمد العويس         | السعودية         | الأرجنتين (خ ع)                                                       | 1          |
| 5     | غاريث بيل           | ويلز             | أمريكا (خ ع)                                                          | 1          |
| 5     | كاسيميرو            | البرازيل         | هولندا (خ ع)                                                          | 1          |
| 5     | لويس تشافيز         | المكسيك          | السعودية (خ ع)                                                        | 1          |
| 5     | روزبه جشمي          | إيران            | ويلز (خ ع)                                                            | 1          |
| 5     | جيورجيان أراسكايتا  | الأوروغواي       | غانا (خ ع)                                                            | 1          |
| 5     | كيفين دي بروين      | بلجيكا           | كندا (خ ع)                                                            | 1          |
| 5     | فرينكي دي يونغ      | هولندا           | الإكوادور (خ ع)                                                       | 1          |
| 5     | بولايي ديا          | السنغال          | قطر (خ ع)                                                             | 1          |
| 5     | ميتشيل ديوك         | أستراليا         | تونس (خ ع)                                                            | 1          |
| 5     | دينزل دومفريس       | هولندا           | أمريكا (دور 16)                                                       | 1          |
| 5     | ديفيز إيباسي        | الكاميرون        | البرازيل (خ ع)                                                        | 1          |
| 5     | برونو فيرنانديز     | البرتغال         | الأرغواي (خ ع)                                                        | 1          |
| 5     | كيشير فولر          | كوستاريكا        | اليابان (خ ع)                                                         | 1          |
| 5     | كودي جاكبو          | هولندا           | السنغال (خ ع)                                                         | 1          |
| 5     | غافي                | إسبانيا          | كوستاريكا (خ ع)                                                       | 1          |
| 5     | أوليفييه جيرو       | فرنسا            | إنجلترا (دور 8)                                                       | 1          |
| 5     | شويتشي غوندا        | اليابان          | ألمانيا (خ ع)                                                         | 1          |
| 5     | أنطوان غريزمان      | فرنسا            | المغرب (نصف النهائي)                                                  | 1          |
| 5     | أشرف حكيمي          | المغرب           | كندا (خ ع)                                                            | 1          |
| 5     | كاي هافيرتس         | ألمانيا          | كوستاريكا (خ ع)                                                       | 1          |
| 5     | هوانغ هي-تشان       | كوريا الجنوبية   | البرتغال (خ ع)                                                        | 1          |
| 5     | هاري كين            | إنجلترا          | السنغال (دور 16)                                                      | 1          |
| 5     | وهبي خزري           | تونس             | فرنسا (خ ع)                                                           | 1          |
| 5     | دافي كلاسن          | هولندا           | قطر (خ ع)                                                             | 1          |
| 5     | كاليدو سيسوخو       | السنغال          | الإكوادور (خ ع)                                                       | 1          |
| 5     | أندري كراماريتش     | كرواتيا          | كندا (خ ع)                                                            | 1          |
| 5     | محمد قدوس           | غانا             | كوريا الجنوبية (خ ع)                                                  | 1          |
| 5     | عيسى العيدوني       | تونس             | الدنمارك (خ ع)                                                        | 1          |
| 5     | ماثيو لكي           | أستراليا         | الدنمارك (خ ع)                                                        | 1          |
| 5     | روبرت ليفاندوفسكي   | بولندا           | السعودية (خ ع)                                                        | 1          |
| 5     | أليكسيس ماك اليستير | الأرجنتين        | بولندا (خ ع)                                                          | 1          |
| 5     | ألفارو موراتا       | إسبانيا          | ألمانيا (خ ع)                                                         | 1          |
| 5     | نيمار               | البرازيل         | كوريا الجنوبية (دور 16)                                               | 1          |
| 5     | غييرمو أوتشوا       | المكسيك          | بولندا (خ ع)                                                          | 1          |
| 5     | غونسالو راموس       | البرتغال         | سويسرا (دور 16)                                                       | 1          |
| 5     | ماركوس راشفورد      | إنجلترا          | ويلز (خ ع)                                                            | 1          |
| 5     | ريتشارليسون         | البرازيل         | صربيا (خ ع)                                                           | 1          |
| 5     | كريستيانو رونالدو   | البرتغال         | غانا (خ ع)                                                            | 1          |
| 5     | بوكايو ساكا         | إنجلترا          | إيران (خ ع)                                                           | 1          |
| 5     | يان سومر            | سويسرا           | الكاميرون (خ ع)                                                       | 1          |
| 5     | أو تاناكا           | اليابان          | إسبانيا (خ ع)                                                         | 1          |
| 5     | إينر فالنسيا        | الإكوادور        | قطر (خ ع)                                                             | 1          |
| 5     | فيديريكو فالفيردي   | الأوروغواي       | كوريا الجنوبية (خ ع)                                                  | 1          |
| 5     | غرانيت تشاكا        | سويسرا           | صربيا (خ ع)                                                           | 1          |
| 5     | حكيم زياش           | المغرب           | بلجيكا (خ ع)                                                          | 1          |

### نظافة الشباك
| مرتبة | لاعب               | فريق             | الخصم                                                         | عدد المرات |
| ----- | ------------------ | ---------------- | ------------------------------------------------------------- | ---------- |
| 1     | ياسين بونو         | المغرب           | كرواتيا (خ ع)، إسبانيا (دور 16)، البرتغال (دور 8)، بلجيكا (ف) | 3          |
| 1     | إيميليانو مارتينيز | الأرجنتين        | المكسيك (خ ع)، بولندا (خ ع)، كرواتيا (نصف النهائي)            | 3          |
| 1     | جوردان بيكفورد     | إنجلترا          | الولايات المتحدة (خ ع)، ويلز (خ ع)، السنغال (دور 16)          | 3          |
| 3     | أليسون بيكر        | البرازيل         | صربيا (خ ع)، سويسرا (خ ع)                                     | 2          |
| 3     | تيبو كورتوا        | بلجيكا           | كندا (خ ع)، كرواتيا (خ ع)                                     | 2          |
| 3     | أيمن دحمان         | تونس             | الدنمارك (خ ع) ، فرنسا (خ ع)                                  | 2          |
| 3     | دومينيك ليفاكوفيتش | كرواتيا          | المغرب (خ ع)، بلجيكا (خ ع)                                    | 2          |
| 3     | أندريس نوبرت       | هولندا           | السنغال (خ ع)، قطر (خ ع)                                      | 2          |
| 3     | سيرخو روشيت        | الأوروغواي       | كوريا الجنوبية (خ ع)، غانا (خ ع)                              | 2          |
| 3     | ماثيو رايان        | أستراليا         | تونس (خ ع)، الدنمارك (خ ع)                                    | 2          |
| 3     | أوناي سيمون        | إسبانيا          | كوستاريكا (خ ع)، المغرب (دور 16)                              | 2          |
| 3     | فويتشيك شتشيسني    | بولندا           | المكسيك (خ ع)، السعودية (خ ع)                                 | 2          |
| 3     | مات تيرنر          | الولايات المتحدة | إنجلترا (خ ع)، إيران (خ ع)                                    | 2          |
| 14    | ديوغو كوستا        | البرتغال         | أوروغواي (خ ع)                                                | 1          |
| 14    | سيرخو روشيت        | الكاميرون        | البرازيل (خ ع)                                                | 1          |
| 14    | هيرنان غاليندز     | الإكوادور        | قطر (خ ع)                                                     | 1          |
| 14    | حسين حسيني         | إيران            | ويلز (خ ع)                                                    | 1          |
| 14    | منير محمدي         | المغرب           | بلجيكا (خ ع)                                                  | 1          |
| 14    | كيلور نافاس        | كوستاريكا        | اليابان (خ ع)                                                 | 1          |
| 14    | غييرمو أوتشوا      | المكسيك          | بولندا (خ ع)                                                  | 1          |
| 14    | كاسبر شمايكل       | الدنمارك         | تونس (خ ع)                                                    | 1          |
| 14    | كيم سيونج جيو      | كوريا الجنوبية   | أوروغواي (خ ع)                                                | 1          |
| 14    | يان سومر           | سويسرا           | الكاميرون (خ ع)                                               | 1          |
| 14    | هوغو لوريس         | فرنسا            | المغرب (دور نصف النهائي)،                                     | 1          |

## التشكيلات
وصل إجمالي 32 فريقًا إلى مونديال 2022، منهم: 13 فريقًا أوروبيًا، و 4 من أمريكا الجنوبية، و 5 منتخبات أفريقية، و 4 من أمريكا الشمالية، و 6 دول آسيوية. شهدت نهائيات كأس العالم 2022 غيابًا ملحوظًا لبعض المنتخبات، بما في ذلك بطل أوروبا منتخب إيطاليا، ونيجيريا وتشيلي وكولومبيا.

### المدربون
- المدرب الأكبر سنًا: لويس فان جال (هولندا) – 71 عامًا و 123 يومًا في مباراة ربع النهائي ضد الأرجنتين، ويأتي بعد أوسكار تاباريز (71 عامًا و 125 يومًا، في كأس العالم 2018) وأوتو ريهاغل (71 عامًا و 317 يومًا، في كأس العالم 2010)، وهو ثالث أكبر مدرب لكأس العالم.[71]
- المدرب الأصغر سنًا: ليونيل سكالوني (الأرجنتين) – 44 عامًا و 190 يومًا في المباراة الأولى ضد السعودية.[72]
- البلد الذي يضم معظم مدربو المنتخبات: الأرجنتين (الإكوادور والمكسيك والأرجنتين) والبرتغال (كوريا الجنوبية وإيران والبرتغال) وإسبانيا (إسبانيا وبلجيكا وقطر) بثلاثة مدربين. تليها إنجلترا (كندا وإنجلترا) وفرنسا (فرنسا والسعودية) بمدربين اثنين.

### اللاعبون
- سجل الأهداف: سجل كريستيانو رونالدو (البرتغال) في خامس بطولة له لنهائيات كأس العالم، محققًا الرقم القياسي على الإطلاق في معظم بطولات كأس العالم المختلفة والمتتالية التي سجل فيها.[73]
- سجل الظهور: شارك أندريس غواردادو (المكسيك) وليونيل ميسي (الأرجنتين) وكريستيانو رونالدو (البرتغال) في كأس العالم للمرة الخامسة، مُعادلين الرقم القياسي لرافائيل ماركيز وأنتونيو كارباخال واللاعب الألماني لوتار ماتيوس.[74]

- اللاعب الأكبر سنًا: أتيبا هاتشينسون (كندا) هو أكبر لاعب عمرًا ويبلغ من العمر 39 عامًا و 298 يومًا. شارك في مباراة المجموعات ضد المغرب في الدقيقة 60.[75]
- اللاعب الأصغر سنًا: يوسوفا موكوكو (ألمانيا) أصغر لاعب، يبلغ من العمر 18 عامًا و 3 أيام. شارك في مباراة المجموعات ضد اليابان في الدقيقة 90.[76]
- رشح 31 فريقًا لاعبًا واحدًا على الأقل من أنديتها، لكن فقط قطر والمملكة العربية السعودية اللتان أشركتا حصرًا إلا لاعبين يلعبون في الدوري المحلي الخاص بها. على النقيض من ذلك، لم ترشح السنغال سوى لاعبين من بطولات الدوري الأجنبية.
- يلعب معظم اللاعبين (164) في أندية مقرها إنجلترا، ومعظمهم في الدوري الإنجليزي الممتاز، وبعضهم في الدوريات الدنيا(الأقل). في المجموع، 29 من أصل 32 فريقًا لديهم لاعبون يلعبون في إنجلترا.
- يلعب لاعب واحد في أندية مقرها في كل من كولومبيا والمجر والإمارات العربية المتحدة.
- من بين بطولات الدوري في البلدان التي لم تتأهل لكأس العالم، يتمتع دوري الدرجة الأولى الإيطالي بأقوى تمثيل (للمرة الثانية على التوالي) بمشاركة 68 لاعباً يلعبون في أنديتهم.

## الانضباط
يُوقف اللاعب تلقائيًا في المباراة التالية بسبب المخالفات الآتية:
- الحصول على بطاقة حمراء (قد يجري تمديد تعليق البطاقة الحمراء للمخالفات الخطيرة)
- تلقي بطاقتين صفراوين في مباراتين؛ تنتهي صلاحية البطاقات الصفراء بعد الانتهاء من ربع النهائي (لا يُرحَّل تعليق البطاقة الصفراء إلى أي مباريات دولية أخرى في المستقبل)

سيجري تقديم الإيقافات التالية أثناء البطولة:
| لاعب                          | البطاقة | التعليق (الإيقاف)                                                           |
| ----------------------------- | --- | --------------------------------------------------------------------------- |
| واين هينيسي                   | (المجموعة الثانية ضد إيران، الجولة الثانية، 25 نوفمبر)                                                                | (المجموعة الثانية ضد إنجلترا، الجولة الثالثة، 29 نوفمبر)                    |
| علي رضا جهانبخش               | (المجموعة الثانية ضد إنجلترا، الجولة الأولى، 21 نوفمبر) · (المجموعة الثانية ضد ويلز، الجولة الثانية، 25 نوفمبر)       | (المجموعة الثانية ضد الولايات المتحدة الأمريكية، الجولة الثالثة، 29 نوفمبر) |
| جيجسون مينديز                 | (المجموعة الأولى ضد قطر، الجولة الأولى، 20 نوفمبر) · (المجموعة الأولى ضد هولندا، الجولة الثانية، 25 نوفمبر)           | (المجموعة الأولى ضد السنغال، الجولة الثالثة، 29 نوفمبر)                     |
| عبد الإله المالكي             | (المجموعة الثالثة ضد الأرجنتين، الجولة الأولى، 22 نوفمبر) · (المجموعة الثالثة ضد بولندا، الجولة الثانية، 26 نوفمبر)   | (المجموعة الثالثة ضد المكسيك، الجولة الثالثة، 30 نوفمبر)                    |
| فرانسيسكو كالفو               | (المجموعة الخامسة ضد إسبانيا، الجولة الأولى، 23 نوفمبر) · (المجموعة الخامسة ضد اليابان، الجولة الثانية، 27 نوفمبر)    | (المجموعة الخامسة ضد ألمانيا، الجولة الثالثة، 1 ديسمبر)                     |
| أمادو اونانا                  | (المجموعة السادسة ضد كندا، الجولة الأولى، 23 نوفمبر) · (المجموعة السادسة ضد المغرب، الجولة الثانية، 27 نوفمبر)        | (المجموعة السادسة ضد كرواتيا، الجولة الثالثة، 1 ديسمبر)                     |
| باولو بينتو (مدرب)            | (المجموعة الثامنة ضد غانا، الجولة الثانية، 28 نوفمبر)                                                                 | (المجموعة الثامنة ضد البرتغال، الجولة الثالثة، 2 ديسمبر)                    |
| إدريسا غي                     | (المجموعة الأولى ضد هولندا، الجولة الأولى، 21 نوفمبر) · (المجموعة الأولى ضد الإكوادور، الجولة الثالثة، 29 نوفمبر)     | دور الـ16 ضد إنجلترا (4 ديسمبر)                                             |
| عبد الإله العمري              | (المجموعة الثالثة ضد بولندا، الجولة الثانية، 26 نوفمبر) · (المجموعة الثالثة ضد المكسيك، الجولة الثالثة، 30 نوفمبر)    | تم إقصاء الفريق من البطولة                                                  |
| كو إيتاكورا                   | (المجموعة الخامسة ضد كوستاريكا، الجولة الثانية، 27 نوفمبر) · (المجموعة الخامسة ضد إسبانيا، الجولة الثالثة، 1 ديسمبر)  | دور الـ16 ضد كرواتيا (5 ديسمبر)                                             |
| أليدو سيدو                    | (المجموعة الثامنة ضد البرتغال، الجولة الأولى، 24 نوفمبر) · (المجموعة الثامنة ضد الأوروغواي، الجولة الثالثة، 2 ديسمبر) | تم إقصاء الفريق من البطولة                                                  |
| ستراهينيا بافلوفيتش           | (المجموعة السابعة ضد الكاميرون، الجولة الثانية، 28 نوفمبر) · (المجموعة السابعة ضد سويسرا، الجولة الثالثة، 2 ديسمبر)   | تم إقصاء الفريق من البطولة                                                  |
| نيمانيا غوديلي                | (المجموعة السابعة ضد البرازيل، الجولة الاولى، 24 نوفمبر) · (المجموعة السابعة ضد سويسرا، الجولة الثالثة، 2 ديسمبر)     | تم إقصاء الفريق من البطولة                                                  |
| نيكولا ميلينكوفيتش            | (المجموعة السابعة ضد الكاميرون، الجولة الثانية، 28 نوفمبر) · (المجموعة السابعة ضد سويسرا، الجولة الثالثة، 2 ديسمبر)   | تم إقصاء الفريق من البطولة                                                  |
| فينسنت أبو بكر                | (المجموعة السابعة ضد البرازيل، الجولة الثالثة، 2 ديسمبر)                                                              | تم إقصاء الفريق من البطولة                                                  |
| كولينز فاي                    | (المجموعة السابعة ضد الكاميرون، الجولة الأولى، 24 نوفمبر) · (المجموعة السابعة ضد البرازيل، الجولة الثالثة، 2 ديسمبر)  | تم إقصاء الفريق من البطولة                                                  |
| جاكسون إرفين                  | (المجموعة الرابعة ضد فرنسا، الجولة الأولى، 22 نوفمبر) · (دور الـ16 ضد الأرجنتين، 3 ديسمبر)                            | تم إقصاء الفريق من البطولة                                                  |
| ميلوس ديجينيك                 | (المجموعة الرابعة ضد الدنمارك، الجولة الثالثة، 30 نوفمبر) · (دور الـ16 ضد الأرجنتين، 3 ديسمبر)                        | تم إقصاء الفريق من البطولة                                                  |
| ماتي كاش                      | (المجموعة الثالثة ضد السعودية، الجولة الثانية، 26 نوفمبر) · (دور الـ16 ضد فرنسا، 4 ديسمبر)                            | تم إقصاء الفريق من البطولة                                                  |
| جونغ وو يونغ                  | (المجموعة الثامنة ضد غانا، الجولة الثانية، 28 نوفمبر) · (دور الـ16 ضد البرازيل، 5 ديسمبر)                             | تم إقصاء الفريق من البطولة                                                  |
| وليد شديرة                    | (دور الربع ضد البرتغال 10 ديسمبر)                                                                                     | نصف النهائي (14 ديسمبر)                                                     |
| ماريو ماندجوكيتش (مدرب مساعد) | (دور النصف ضد الأرجنتين 13 ديسمبر)                                                                                    | مباراة تحديد المركز الثالث ضد المغرب (17 ديسمبر)                            |

## النتائج الإجمالية

### نتائج المنتخبات
| مركز                     | فريق             | لعب   | ف  | ت     | خ  | نقاط | م.ن.م | أ.له | م.أ.س | أ.ع | م.أ.ت | ف.أ | م.ف.ه | ش.ن | م.ش.ن | ب.ص | م.ب.ص | ب.ح | م.ب.ح |
| ------------------------ | ---------------- | ----- | -- | ----- | -- | ---- | ----- | ---- | ----- | --- | ----- | --- | ----- | --- | ----- | --- | ----- | --- | ----- |
| 1                        | الأرجنتين        | 7     | 4  | 2     | 1  | 14   | 2.00  | 15   | 2.14  | 7   | 1.00  | +8  | 1.14  | 3   | 0.43  | 18  | 2.57  | 0   | 0.00  |
| 2                        | فرنسا            | 7     | 5  | 1     | 1  | 16   | 2.29  | 16   | 2.29  | 8   | 1.14  | +8  | 1.14  | 1   | 0.14  | 8   | 1.14  | 0   | 0.00  |
| خرج من الدور نصف النهائي |                  |       |    |       |    |      |       |      |       |     |       |     |       |     |       |     |       |     |       |
| 3                        | كرواتيا          | 7     | 2  | 4     | 1  | 10   | 1.43  | 8    | 1.14  | 7   | 1.00  | +1  | 0.14  | 2   | 0.29  | 8   | 1.14  | 0   | 0.00  |
| 4                        | المغرب           | 7     | 3  | 2     | 2  | 11   | 1.57  | 6    | 0.86  | 5   | 0.71  | +1  | 0.14  | 4   | 0.57  | 9   | 1.29  | 1   | 0.14  |
| خرج من ربع النهائي       |                  |       |    |       |    |      |       |      |       |     |       |     |       |     |       |     |       |     |       |
| 5                        | هولندا           | 5     | 3  | 2     | 0  | 11   | 2.20  | 10   | 2.00  | 4   | 0.80  | +6  | 1.20  | 2   | 0.40  | 12  | 2.40  | 1   | 0.20  |
| 6                        | إنجلترا          | 5     | 3  | 1     | 1  | 10   | 2.00  | 13   | 2.60  | 4   | 0.80  | +9  | 1.80  | 3   | 0.60  | 1   | 0.20  | 0   | 0.00  |
| 7                        | البرازيل         | 5     | 3  | 1     | 1  | 10   | 2.00  | 8    | 1.60  | 3   | 0.60  | +5  | 1.00  | 2   | 0.40  | 6   | 1.20  | 0   | 0.00  |
| 8                        | البرتغال         | 5     | 3  | 0     | 2  | 9    | 1.80  | 12   | 2.40  | 6   | 1.20  | +6  | 1.20  | 1   | 0.20  | 6   | 1.20  | 0   | 0.00  |
| خرج من دور الـ 16        |                  |       |    |       |    |      |       |      |       |     |       |     |       |     |       |     |       |     |       |
| 9                        | اليابان          | 4     | 2  | 1     | 1  | 7    | 1.75  | 5    | 1.25  | 4   | 1.00  | +1  | 0.25  | 0   | 0.00  | 6   | 1.50  | 0   | 0.00  |
| 10                       | السنغال          | 4     | 2  | 0     | 2  | 6    | 1.50  | 5    | 1.25  | 7   | 1.75  | -2  | -0.50 | 0   | 0.00  | 7   | 1.75  | 0   | 0.00  |
| 11                       | أستراليا         | 4     | 2  | 0     | 2  | 6    | 1.50  | 4    | 1.00  | 6   | 1.50  | -2  | -0.50 | 2   | 0.50  | 7   | 1.75  | 0   | 0.00  |
| 12                       | سويسرا           | 4     | 2  | 0     | 2  | 6    | 1.50  | 5    | 1.25  | 9   | 2.25  | -4  | -1.00 | 1   | 0.25  | 9   | 2.25  | 0   | 0.00  |
| 13                       | إسبانيا          | 4     | 1  | 2     | 1  | 5    | 1.25  | 9    | 2.25  | 3   | 0.75  | +6  | 1.50  | 2   | 0.50  | 2   | 0.50  | 0   | 0.00  |
| 14                       | الولايات المتحدة | 4     | 1  | 2     | 1  | 5    | 1.25  | 3    | 0.75  | 4   | 1.00  | -1  | -0.25 | 2   | 0.50  | 5   | 1.25  | 0   | 0.00  |
| 15                       | بولندا           | 4     | 1  | 1     | 2  | 4    | 1.00  | 3    | 0.75  | 5   | 1.25  | -2  | -0.50 | 2   | 0.50  | 7   | 1.75  | 0   | 0.00  |
| 16                       | كوريا الجنوبية   | 4     | 1  | 1     | 2  | 4    | 1.00  | 5    | 1.25  | 8   | 2.00  | -3  | -0.75 | 1   | 0.25  | 6   | 1.50  | 1   | 0.25  |
| خرج من دور المجموعات     |                  |       |    |       |    |      |       |      |       |     |       |     |       |     |       |     |       |     |       |
| 17                       | ألمانيا          | 3     | 1  | 1     | 1  | 4    | 1.33  | 6    | 2.00  | 5   | 1.67  | +1  | 0.33  | 0   | 0.00  | 3   | 1.00  | 0   | 0.00  |
| 18                       | الإكوادور        | 3     | 1  | 1     | 1  | 4    | 1.33  | 4    | 1.33  | 3   | 1.00  | +1  | 0.33  | 1   | 0.33  | 3   | 1.00  | 0   | 0.00  |
| 19                       | الكاميرون        | 3     | 1  | 1     | 1  | 4    | 1.33  | 4    | 1.33  | 4   | 1.33  | 0   | 0.00  | 1   | 0.33  | 8   | 2.67  | 1   | 0.33  |
| 20                       | الأوروغواي       | 3     | 1  | 1     | 1  | 4    | 1.33  | 2    | 0.67  | 2   | 0.67  | 0   | 0.00  | 2   | 0.67  | 8   | 2.67  | 0   | 0.00  |
| 21                       | تونس             | 3     | 1  | 1     | 1  | 4    | 1.33  | 1    | 0.33  | 1   | 0.33  | 0   | 0.00  | 2   | 0.67  | 5   | 1.67  | 0   | 0.00  |
| 22                       | المكسيك          | 3     | 1  | 1     | 1  | 4    | 1.33  | 2    | 0.67  | 3   | 1.00  | -1  | -0.33 | 1   | 0.33  | 7   | 2.33  | 0   | 0.00  |
| 23                       | بلجيكا           | 3     | 1  | 1     | 1  | 4    | 1.33  | 1    | 0.33  | 2   | 0.67  | -1  | -0.33 | 2   | 0.67  | 5   | 1.67  | 0   | 0.00  |
| 24                       | غانا             | 3     | 1  | 0     | 2  | 3    | 1.00  | 5    | 1.67  | 7   | 2.33  | -2  | -0.67 | 0   | 0.00  | 8   | 2.67  | 0   | 0.00  |
| 25                       | السعودية         | 3     | 1  | 0     | 2  | 3    | 1.00  | 3    | 1.00  | 5   | 1.67  | -2  | -0.67 | 0   | 0.00  | 14  | 4.67  | 0   | 0.00  |
| 26                       | إيران            | 3     | 1  | 0     | 2  | 3    | 1.00  | 4    | 1.33  | 7   | 2.33  | -3  | -1.00 | 1   | 0.33  | 7   | 2.33  | 0   | 0.00  |
| 27                       | كوستاريكا        | 3     | 1  | 0     | 2  | 3    | 1.00  | 3    | 1.00  | 11  | 3.67  | -8  | -2.67 | 1   | 0.33  | 6   | 2.00  | 0   | 0.00  |
| 28                       | الدنمارك         | 3     | 0  | 1     | 2  | 1    | 0.33  | 1    | 0.33  | 3   | 1.00  | -2  | -0.67 | 1   | 0.33  | 5   | 1.67  | 0   | 0.00  |
| 29                       | صربيا            | 3     | 0  | 1     | 2  | 1    | 0.33  | 5    | 1.67  | 8   | 2.67  | -3  | -1.00 | 0   | 0.00  | 12  | 4.00  | 0   | 0.00  |
| 30                       | ويلز             | 3     | 0  | 1     | 2  | 1    | 0.33  | 1    | 0.33  | 6   | 2.00  | -5  | -1.67 | 0   | 0.00  | 5   | 1.67  | 1   | 0.33  |
| 31                       | كندا             | 3     | 0  | 0     | 3  | 0    | 0.00  | 2    | 0.67  | 7   | 2.33  | -5  | -1.67 | 0   | 0.00  | 8   | 2.67  | 0   | 0.00  |
| 32                       | قطر              | 3     | 0  | 0     | 3  | 0    | 0.00  | 1    | 0.33  | 7   | 2.33  | -6  | -2.00 | 0   | 0.00  | 7   | 2.33  | 0   | 0.00  |
| Total                    | Total            | 62(1) | 48 | 14(2) | 48 | 172  | 1.39  | 163  | 1.31  | 163 | 1.31  | 0   | 0     | 40  | 0.32  | 219 | 1.77  | 5   | 0.04  |

يمثل الفريق (الفرق) المقدمة في "الحروف المائلة" الدولة (الدول) المضيفة. يظهر الفريق الفائز في المسابقة بكلمة "غليظ".
(1) – لم يتم احتساب إجمالي الألعاب الخاسرة في إجمالي المباريات التي تم لعبها (إجمالي الألعاب الخاسرة = إجمالي الألعاب التي تم الفوز بها)
(2) – إجمالي عدد المباريات المتعادلة (المتعادلة) لجميع الفرق = إجمالي عدد المباريات المتعادلة (التعادل) ÷ 2 (كلا الفريقين المشاركين)
(3) – وفقًا للاتفاقية الإحصائية في كرة القدم ، تُحسب المباريات التي تم تحديدها في  الوقت الإضافي على أنها انتصارات وخسائر ، بينما تُحسب المباريات التي تم تحديدها بواسطة  ضربات الجزاء الترجيحية تحسب على أنها تعادل.

### بواسطة الاتحادات القارية
| الاتحاد الكونفدرالي         | T  | لعب   | ف  | D     | خ  | نقاط | م.ن.م | Pts/T |
| --------------------------- | -- | ----- | -- | ----- | -- | ---- | ----- | ----- |
| أسف                         | 6  | 21    | 7  | 2     | 12 | 23   | 1.1   | 3.83  |
| كاف                         | 5  | 19    | 8  | 4     | 7  | 28   | 1.47  | 5.6   |
| كونكاكاف                    | 4  | 13    | 3  | 3     | 7  | 12   | 0.92  | 3     |
| كونميبول                    | 4  | 17    | 9  | 4     | 4  | 31   | 1.82  | 7.75  |
| الاتحاد الأوروبي لكرة القدم | 13 | 54    | 21 | 15    | 18 | 78   | 1.44  | 6     |
| Total                       | 32 | 62(1) | 48 | 14(2) | 48 | 172  | 1.39  | 5.38  |

تقع الدولة (الدول) المضيفة في المنطقة (المناطق) المقدمة في "مائل".
(1) – لم يتم احتساب إجمالي الألعاب الخاسرة في إجمالي المباريات التي تم لعبها (إجمالي الألعاب الخاسرة = إجمالي الألعاب التي تم الفوز بها)
(2) – إجمالي عدد المباريات المتعادلة (المتعادلة) لجميع الفرق = إجمالي عدد المباريات المتعادلة (التعادل) ÷ 2 (كلا الفريقين المشاركين)
(3) – وفقًا للاتفاقية الإحصائية في كرة القدم ، تُحسب المباريات التي تم تحديدها في  الوقت الإضافي على أنها انتصارات وخسائر ، بينما تُحسب المباريات التي تم تحديدها بواسطة  ضربات الجزاء الترجيحية تحسب على أنها تعادل.

## عدد من بطولات كأس العالم
في هذه القائمة إحصائيات للاعبين سجلوا أرقامًا قياسية ضمن مشاركتهم في هذه النسخة من كأس العالم، بعد مشاركاتهم في عدة نسخ، ورصد الأرقام القياسية تم حسب عدد المشاركات في نسخ كأس العالم، أو عدد النسخ التي استطاع لاعب أن يسجل فيها من كأس العالم.

### التهديف في خمس بطولات كأس العالم
| اللاعب            | 2006    | 2006  | 2010    | 2010           | 2014    | 2014 | 2018    | 2018                | 2022    | 2022 | مجموع الأهداف |
| اللاعب            | الأهداف | ضد    | الأهداف | ضد             | الأهداف | ضد   | الأهداف | ضد                  | الأهداف | ضد   | مجموع الأهداف |
| ----------------- | ------- | ----- | ------- | -------------- | ------- | ---- | ------- | ------------------- | ------- | ---- | ------------- |
| كريستيانو رونالدو | 1       | إيران | 1       | كوريا الشمالية | 1       | غانا | 4       | إسبانيا (3)، المغرب | 1       | غانا | 8             |

المصدر:

### التهديف في أربع بطولات كأس العالم
| اللاعب      | 2006    | 2006                | 2014    | 2014                                | 2018    | 2018    | 2022    | 2022                                                | مجموع الأهداف |
| اللاعب      | الأهداف | ضد                  | الأهداف | ضد                                  | الأهداف | ضد      | الأهداف | ضد                                                  | مجموع الأهداف |
| ----------- | ------- | ------------------- | ------- | ----------------------------------- | ------- | ------- | ------- | --------------------------------------------------- | ------------- |
| ليونيل ميسي | 1       | صربيا والجبل الأسود | 4       | البوسنة والهرسك، إيران، نيجيريا (2) | 1       | نيجيريا | 7       | السعودية، المكسيك، أستراليا، هولندا، كرواتيا، فرنسا | 13            |

المصدر:

### التهديف في ثلاث بطولات كأس العالم
| اللاعب         | 2014    | 2014                     | 2018    | 2018                    | 2022    | 2022                    | مجموع الأهداف |
| اللاعب         | الأهداف | ضد                       | الأهداف | ضد                      | الأهداف | ضد                      | مجموع الأهداف |
| -------------- | ------- | ------------------------ | ------- | ----------------------- | ------- | ----------------------- | ------------- |
| نيمار          | 4       | كرواتيا (2)، كاميرون (2) | 2       | كوستاريكا، المكسيك      | 2       | كوريا الجنوبية، كرواتيا | 8             |
| إيفان بيريشيتش | 2       | كاميرون، المكسيك         | 3       | آيسلندا، إنجلترا، فرنسا | 1       | اليابان                 | 6             |
| شيردان شاكيري  | 3       | هندوراس (3)              | 1       | صربيا                   | 1       | صربيا                   | 5             |

المصدر:

### المشاركة في خمس بطولات كأس العالم
| اللاعب            | 2006 | 2006                                           | 2010 | 2010                                               | 2014 | 2014                                                             | 2018 | 2018                                      | 2022 | 2022                                                        | المجموع |
| اللاعب            | ظهور | ضد                                             | ظهور | ضد                                                 | ظهور | ضد                                                               | ظهور | ضد                                        | ظهور | ضد                                                          | المجموع |
| ----------------- | ---- | ---------------------------------------------- | ---- | -------------------------------------------------- | ---- | ---------------------------------------------------------------- | ---- | ----------------------------------------- | ---- | ----------------------------------------------------------- | ------- |
| ليونيل ميسي       | 3    | صربيا، هولندا، المكسيك                         | 5    | نيجيريا، كوريا الجنوبية، اليونان، المكسيك، ألمانيا | 7    | البوسنة والهرسك، إيران، نيجيريا، سويسرا، بلجيكا، هولندا، ألمانيا | 4    | آيسلندا، كرواتيا، نيجيريا، فرنسا          | 7    | السعودية، المكسيك، بولندا، أستراليا، هولندا، كرواتيا، فرنسا | 26      |
| أندريس غواردادو   | 1    | الأرجنتين                                      | 3    | جنوب أفريقيا، أوروغواي، الأرجنتين                  | 4    | كاميرون، البرازيل، كرواتيا، هولندا                               | 4    | ألمانيا، كوريا الجنوبية، السويد، البرازيل | 1    | الأرجنتين                                                   | 13      |
| كريستيانو رونالدو | 6    | أنغولا، إيران، هولندا، إنجلترا، فرنسا، ألمانيا | 4    | ساحل العاج، كوريا الشمالية، البرازيل، إسبانيا      | 3    | ألمانيا، أمريكا، غانا                                            | 4    | إسبانيا، المغرب، إيران، أوروغواي          | 5    | غانا، أوروغواي، كوريا الجنوبية، سويسرا، المغرب              | 22      |

### المشاركة في أربع بطولات لكأس العالم
| اللاعب         | 2006 | 2006              | 2010 | 2010                                                             | 2014 | 2014                                                        | 2018   | 2018                                                         | 2022 | 2022                                                       | المجموع |
| اللاعب         | ظهور | ضد                | ظهور | ضد                                                               | ظهور | ضد                                                          | الظهور | ضد                                                           | ظهور | ضد                                                         | المجموع |
| -------------- | ---- | ----------------- | ---- | ---------------------------------------------------------------- | ---- | ----------------------------------------------------------- | ------ | ------------------------------------------------------------ | ---- | ---------------------------------------------------------- | ------- |
| أنخيل دي ماريا | —    | —                 | 5    | نيجيريا، كوريا الجنوبية، اليونان، المكسيك، ألمانيا               | 5    | البوسنة والهرسك، إيران، نيجيريا، سويسرا، بلجيكا             | 3      | آيسلندا، نيجيريا، فرنسا                                      | 5    | السعودية، المكسيك، بولندا، هولندا، فرنسا                   | 18      |
| لوكا مودريتش   | 2    | اليابان، أستراليا | —    | —                                                                | 3    | البرازيل، كاميرون، المكسيك                                  | 7      | نيجيريا، الأرجنتين، آيسلندا، الدنمارك، روسيا، إنجلترا، فرنسا | 7    | المغرب، كندا، بلجيكا، اليابان، البرازيل، الأرجنتين، المغرب | 19      |
| هوغو لوريس     | —    | —                 | 3    | أوروغواي، المكسيك، جنوب أفريقيا                                  | 5    | هوندوراس، سويسرا، إكوادور، نيجيريا، ألمانيا                 | 6      | أستراليا، بيرو، الأرجنتين، أوروغواي، بلجيكا، كرواتيا         | 6    | أستراليا، الدنمارك، بولندا، إنجلترا، المغرب، الأرجنتين     | 20      |
| توماس مولر     | —    | —                 | 6    | أستراليا، صربيا، غانا، إنجلترا، الأرجنتين، أوروغواي              | 7    | البرتغال، غانا، أمريكا، الجزائر، فرنسا، البرازيل، الأرجنتين | 3      | المكسيك، السويد، كوريا الجنوبية                              | 3    | اليابان، إسبانيا، كوستاريكا                                | 19      |
| مانويل نوير    | —    | —                 | 6    | أستراليا، صربيا، غانا، إنجلترا، الأرجنتين، إسبانيا               | 7    | البرتغال، غانا، أمريكا، الجزائر، فرنسا، البرازيل، الأرجنتين | 3      | المكسيك، السويد، كوريا الجنوبية                              | 3    | اليابان، إسبانيا، كوستاريكا                                | 19      |
| يوتو ناغاتومو  | —    | —                 | 4    | كاميرون، هولندا، الدنمارك، برغواي                                | 3    | ساحل العاج، اليونان، كولومبيا                               | 4      | كولومبيا، سينيغال، بولندا، بلجيكا                            | 4    | ألمانيا، كوستاريكا، إسبانيا، كرواتيا                       | 15      |
| هيكتور مورينو  | —    | —                 | 2    | فرنسا، أوروغواي                                                  | 4    | كاميرون، البرازيل، كرواتيا، هولندا                          | 3      | ألمانيا، كوريا الجنوبية، السويد                              | 3    | بولندا، الأرجنتين، السعودية                                | 12      |
| بيبي           | —    | —                 | 2    | البرازيل، إسبانيا                                                | 2    | ألمانيا، غانا                                               | 4      | إسبانيا، المغرب، إيران، أوروغواي                             | 4    | أوروغواي، كوريا الجنوبية، سويسرا، المغرب                   | 12      |
| سيرجيو بوسكيتس | —    | —                 | 7    | سويسرا، هوندوراس، تشيلي، البرتغال، برغواي، ألمانيا، هولندا       | 2    | هولندا، تشيلي                                               | 4      | البرتغال، إيران، المغرب، روسيا                               | 4    | كوستاريكا، ألمانيا، اليابان، المغرب                        | 17      |
| شيردان شاكيري  | —    | —                 | 1    | هندوراس                                                          | 4    | إكوادور، فرنسا، هندوراس، الأرجنتين                          | 4      | البرازيل، صربيا، كوستاريكا، السويد                           | 3    | كاميرون، صربيا، البرتغال                                   | 12      |
| مارتن كاسيريس  | —    | —                 | 2    | هولندا، ألمانيا                                                  | 4    | كوستاريكا، إنجلترا، إيطاليا، كولومبيا                       | 5      | مصر، السعودية، روسيا، البرتغال، فرنسا                        | 1    | كوريا الجنوبية                                             | 12      |
| إدينسون كافاني | —    | —                 | 6    | أفريقيا الجنوبية، المكسيك، كوريا الجنوبية، غانا، هولندا، ألمانيا | 4    | كوستاريكا، إنجلترا، إيطاليا، كولومبيا                       | 4      | مصر، السعودية، روسيا، البرتغال                               | 3    | كوريا الجنوبية، البرتغال، غانا                             | 17      |
| دييغو غودين    | —    | —                 | 5    | فرنسا، جنوب أفريقيا، كوريا الجنوبية، هولندا، ألمانيا             | 4    | كوستاريكا، إنجلترا، إيطاليا، كولومبيا                       | 5      | مصر، السعودية، روسيا، البرتغال، فرنسا                        | 2    | كوريا الجنوبية، البرتغال                                   | 16      |
| لويس سواريز    | —    | —                 | 6    | فرنسا، جنوب أفريقيا، المكسيك، كوريا الجنوبية، غانا، ألمانيا      | 2    | إنجلترا، إيطاليا                                            | 5      | مصر، السعودية، روسيا، البرتغال، فرنسا                        | 3    | كوريا الجنوبية، البرتغال، غانا                             | 16      |

## الملاعب
| الملعب                  | المدينة | السعة     | عدد المباريات | إجمالي الحضور | متوسط الحضور في كل مباراة | متوسط الحضور بالنسبة المئوية (%) | إجمالي الأهداف المسجلة | متوسط الأهداف المسجلة في كل المباراة |
| ----------------------- | ------- | --------- | ------------- | ------------- | ------------------------- | -------------------------------- | ---------------------- | ------------------------------------ |
| ملعب أحمد بن علي        | الريان  | 45،032    | 7             | 299٬517       | 42٬788                    | 95٫02%                           | 12                     | 1٫71                                 |
| استاد البيت             | الخور   | 68،895    | 7             | 463٬960       | 66٬280                    | 96٫20%                           | 15                     | 2٫14                                 |
| استاد الجنوب            | الوكرة  | 44،325    | 7             | 288٬774       | 41٬253                    | 93٫07%                           | 18                     | 2٫57                                 |
| استاد الثمامة           | الدوحة  | 44،400    | 8             | 337٬685       | 42٬211                    | 95٫07%                           | 24                     | 3٫00                                 |
| استاد المدينة التعليمية | الريان  | 44،667    | 8             | 349٬114       | 43٬639                    | 97٫70%                           | 13                     | 1٫63                                 |
| استاد خليفة الدولي      | الريان  | 45،857    | 7             | 311٬415       | 44٬488                    | 97٫01%                           | 28                     | 4٫00                                 |
| استاد لوسيل             | لوسيل   | 88،966    | 8             | 696٬675       | 87٬084                    | 97٫89%                           | 24                     | 3٫00                                 |
| استاد 974               | الدوحة  | 44،089    | 7             | 297٬854       | 42٬551                    | 96٫51%                           | 21                     | 3٫00                                 |
| المجموع                 | المجموع | 3٬523٬229 | 59            | 3٬044٬994     | 51٬610                    | 96٫31%                           | 155                    | 2٫63                                 |

## الحضور
استقطبت مباراة الأرجنتين والمكسيك على استاد لوسيل 88.966 متفرجًا، وهو أكبر جمهور يشاهد مباراة في كأس العالم منذ نهائي كأس العالم 1994 قبل 28 عامًا، عندما شاهد 91،194 شخصًا مباراة البرازيل ضد إيطاليا في ملعب روز بول.

### أعلى 10 مبارايات حضورا
| الرتبة | الحضور | المباراة               | الملعب      | المدينة | التاريخ        | المرجع |
| ------ | ------ | ---------------------- | ----------- | ------- | -------------- | ------ |
| 1      | 88،966 | الأرجنتين ضد المكسيك   | استاد لوسيل | لوسيل   | 26 نوفمبر 2022 | [ 81 ] |
| 2      | 88،668 | البرتغال ضد الأوروغواي | استاد لوسيل | لوسيل   | 28 نوفمبر 2022 | [ 82 ] |
| 3      | 88،235 | هولندا ضد الأرجنتين    | استاد لوسيل | لوسيل   | 9 ديسمبر 2022  | [ 83 ] |
| 4      | 88،103 | البرازيل ضد صربيا      | استاد لوسيل | لوسيل   | 24 نوفمبر 2022 | [ 84 ] |
| 5      | 88،012 | الأرجنتين ضد السعودية  | استاد لوسيل | لوسيل   | 22 نوفمبر 2022 | [ 85 ] |
| 6      | 85,986 | الكاميرون ضد البرازيل  | استاد لوسيل | لوسيل   | 2 ديسمبر 2022  | [ 86 ] |
| 7      | 84،985 | السعودية ضد المكسيك    | استاد لوسيل | لوسيل   | 30 نوفمبر 2022 | [ 87 ] |
| 8      | 83،720 | البرتغال ضد سويسرا     | استاد لوسيل | لوسيل   | 6 ديسمبر 2022  | [ 88 ] |
| 9      | 68،895 | إسبانيا ضد ألمانيا     | استاد البيت | الخور   | 27 نوفمبر 2022 | [ 89 ] |
| 9      | 68،895 | إنجلترا ضد فرنسا       | استاد البيت | الخور   | 10 ديسمبر 2022 | [ 90 ] |

- أقل نسبة حضور: 39،089 -   سويسرا ضد  الكاميرون، استاد الجنوب، الوكرة، 24 نوفمبر 2022.[91]